# Илия Мишев
Илия Мишев е български общественик и революционер, деец на Вътрешната македоно-одринска революционна организация.

## Биография
Илия Мишев е роден през 1884 година в град Кавадарци, тогава в Османската империя. Присъединява се към ВМОРО. Четник е при Трайко Гьотов и Аргир Манасиев през 1904 година.
След освобождението на Вардарска Македония през Втората световна война Илия Мишев е председател на дружеството на „Илинденската организация“ в Кавадарци.